# Fedrizzioidea
Fedrizzioidea Trägårdh, 1937 é uma superfamília de ácaros da coorte dos Antennophorina.

## Taxonomia
A superfamília Fedrizzioidea inclui as seguintes quatro famílias:
- Fedrizziidae Trägårdh, 1937
- Klinckowstroemiidae Trägårdh, 1950
- Paramegistidae Trägårdh, 1946
- Promegistidae Kethley, 1977